# Moustafa Laham
Moustafa Al-Laham (ar. مصطفى اللحام; ur. 21 października 1929) – libański sztangista, olimpijczyk. Szwagier Nazema Amine, zapaśnika i olimpijczyka.
Brał udział w Letnich Igrzyskach Olimpijskich 1952 (Helsinki). Wziął udział w wadze średniej (do 75 kg), w której zajął piąte miejsce z wynikiem 370 kg w trójboju (rwanie – 112,5 kg, podrzut – 142,5 kg, wyciskanie – 115 kg).
W 1951 r. zdobył srebrny medal na pierwszych igrzyskach śródziemnomorskich, które rozegrano w Aleksandrii (362,5 kg w trójboju), zaś cztery lata później w Barcelonie wywalczył mistrzostwo (z wynikiem 380 kg).